# 가네모토 도모아키
가네모토 도모아키(일본어: 金本 知憲, 1968년 4월 3일 ~ )는 일본의 전 프로 야구 선수이자 야구 지도자, 야구 해설가·평론가이다.
현역 시절 히로시마 도요 카프와 한신 타이거스에서 활약을 했고 포지션은 외야수였다. 한국계 일본인으로 귀화 전 한국명은 김박성(金博成)에서 '김지헌(金知憲)'으로 개명을 했다.
아니키(형님,アニキ(兄貴)), 가네(カネ)라는 별명을 갖고 있으며 연속 이닝·연속 경기 풀이닝 출장 경기 수의 세계 기록 보유자로 알려져 있다.
2015년부터 한신 타이거스의 감독을 맡았다가 2018시즌 최악의 성적으로 감독직을 사임했다.

## 인물

### 고교 시절
초등학교 4학년 때 리틀 리그·히로시마 주오 리틀에서 본격적으로 야구를 시작하였다. 그러나 고된 연습을 이겨 내지 못한 채 1년 만에 야구부에서 나온다. 그 후에는 정내회(일본 마을회)의 소프트볼이나 중학교의 야구부에서 연식야구를 계속하였다. 이후 고료(広陵) 고등학교에 진학하면서 경식 야구부에 입단하여 외야수, 3루수, 투수로 활동하였다. 고등학교 2학년때부터 팀의 중심 타선에 들어가 고교 통산 20홈런의 활약을 하였으나, 고료 고교의 투수력이 워낙 약했던 이유로 고시엔 대회 출장은 이루지도 못하였다. 니시무라 류지는 그의 입학 동기였지만 곧바로 산가와 고등학교로 전학갔다. 당시 고등학교 야구 선수들 중에는 가네모토의 한 학년 위 선배였던 구와타 마스미, 기요하라 가즈히로의 “KK콤비”가 있었다. 명문 야구부로 유명한 PL학원 황금기를 이루었던 구와타, 기요하라의 두 선수는 당시에 많은 고교 야구생을 두고 동경하는 존재여서 가네모토도 고료 고등학교 입학 전 여름 방학 때에 고시엔에서 기요하라를 보러갈 정도였고, 고교와 대학 시대에는 기요하라 매니아였던 정도로 인정하고 있다. 또, 기요하라와도 지금까지 친분이 깊다.

### 대학 시절
그 후 도쿄에 있는 주오 대학의 야구부 선택 수험을 했지만 불합격되었다(원래는 호세이 대학 입학을 원했다). 1년 동안 아무곳에도 소속되지 못한 채 방황하면서 야쿠르트 스왈로스에서 입단 테스트를 받지만 불합격되었다. 아는 사람으로부터 당시 무명이었던 도호쿠 복지대학을 소개받게 되어 야구 추천이 없는 일반 수험으로 합격하였다. 당시 은사로 유명한 이토 요시히로 감독(작고)의 지도를 통해 야구 선수로서의 재능을 키웠다. 1학년부터 정식으로 기용되어 사사키 가즈히로(후에는 요코하마 다이요 입단), 오쓰카 고지(후에는 세이부 입단), 야노 아키히로(후에는 주니치 입단), 사이토 다카시(사사키와 같을 정도로 후에는 요코하마 다이요 입단), 하마나 치히로(후에는 다이에 입단)와 같이 활약을 하였다. 1988년 제38회 대학 선수권의 결승전에서 긴키 대학에게 역전 패배를 당하고 말았지만, 준결승전에서 공헌하였다.
이후 주전으로서 4년 연속으로 대학 선수권 대회에 출전하였다. 당시 1989년 제38회 대회에서 연속 우승을 하였던 긴키 대학에게 또다시 3회전에서 패배당하고, 제39회 대회에서도 결승전까지 승리로 이끌게 하였던 고이케 히데오, 다카쓰 신고, 가와지리 데쓰로 정도의 좋은 투수를 내세웠던 아시아 대학에게 패배당하게 되었다. 하지만 4학년 때엔 제40회 대회(1991년)에서는 세 번째로 결승전에 진출하여 간사이 대학을 상대로 연장 17회의 열전을 펼친 후에 드디어 염원의 첫 우승을 차지하였다. 왼손목의 뼈가 부러지는 큰 부상을 입고서도 2점 적시타를 쳐냈던 가네모토는 도호쿠 복지대학의 주전이 되었다.
같은 해, 제20회 미일대학야구선수권에서는 일본 대표로 발탁되어 팀 승리에 공헌하였다. 후에 팀 메이트가 되었던 히야마 신지로는 같은 방을 쓰면서 “사람에게 거는 것 같지 않는 일이 색달랐다(본인담)”라고 말할 정도였다. 그 때의 인연을 계기로 한신 입단 후, 잡지에서 두 사람의 대담이 이루어졌다. 또한 그 방에서 세탁을 하다가 후에 주니치에서 입단하고 소프트뱅크로 이적하였던 도리고에 유스케가 있었는데 그는 “가네모토 씨에게 엄청난 괴롭힘을 당하였다”라고 말하였다.

### 히로시마 도요 카프 시절

#### 1992년 ~ 1999년
1991년 프로 야구 드래프트 회의에서 사이토 하지메(후에 요코하마 다이요 웨일스에 입단)에게 밀려 4위로 고향 팀인 히로시마 도요 카프에 입단하였다. 이듬해 1992년부터 그 후 2년간 뚜렷한 성적을 내지 못하고 마에다 도모노리, 에토 아키라와 같은 후배 선수들에게 추월 당하였기에 당시의 타격 코치로부터도 굴린 발을 살리라고 말할 정도로 힘이 되지 못하였다. 외야 수비에서도 땅바닥을 향해 던지는 나쁜 버릇이 있었기에 ‘두더지 죽이기’ 라는 별명이 붙여졌고 당시 본인은 “해고를 각오하고 있다”라고 말하였다. 그런 분함에 의해 근력 트레이닝을 본격적으로 실시하였고 오랜 시간에 걸쳐 육체를 개조하였다. 야마모토 가즈요시 코치를 만난 일이 인생의 기회가 되면서 1994년 후반부터 17개의 홈런을 때린 결과로 팀의 주전 선수로 정착하였고, 1995년에는 데뷔 후 처음으로 베스트 나인에 선정되었다. 이듬해 1996년에는 처음으로 3할 대의 타율을 기록하였고 1997년에는 2년 연속 3할에, 처음으로 30개 홈런을 달성하였다. 1998년에는 타격 부진으로 성적이 떨어졌지만 1999년에는 처음으로 전 경기 출장, 그리고 4월 24일에는 사이클링 히트를 달성함으로써 부활, 주로 5번타자로 활약하였다.

#### 2000년 ~ 2002년
2000년, 그 때까지의 부동의 4번 타자였던 에토가 요미우리로 이적하였기 때문에 4번 타자로 낙점되어 사상 일곱 번째의 트리플 쓰리를 달성하였다. 이듬해인 2001년에는 39년 만에 부스지마 쇼이치의 기록을 깨는 1002타석 연속 무병살타의 일본 기록을 수립하였고, 그 해의 128사사구는 개인 연간 사사구의 역대 5위(이전의 개인 연간 사사구기록에는 오 사다하루가 10위까지 독점하였다)를 기록하였으며 주포로서 큰 활약을 하였다. 또한 히로시마에서 힘쓰지도 않으면 안 된다는 존재가 되었다.
2002년 시즌이 끝나고 FA권 행사를 끝까지 고민하였던 가네모토는 구단 간부에게 “올해는 성적이 나빴으니 연봉 1000만 엔 삭감은 상관없지만, FA의 재계약금을 100만 엔으로 하고 싶다”라고 제의했다. 하지만 히로시마 구단의 재정 사정이 안 좋았기 때문에 FA권 행사에 의한 재계약금을 높이는 사례가 되는 것이 문제가 될 것 같아 히로시마와의 재계약 대신 FA권을 행사하는 의견을 제시했다.
그 후 호시노 센이치 당시 한신 감독은 구단 선수단의 개혁을 위해 FA 시장에 나온 가네모토와 전 소속구단인 히로시마에 설득을 했고, 결국 가네모토는 한신 타이거스에 이적하게 됐다. 당시 호시노 감독은 “비공식적으로는 한신보다도 높은 연봉으로 제시했던 다른 구단도 있었지만 한신에 잘 왔다”라고 언급하여 다른 구단의 가네모토 영입 경쟁을 암시하는 발언을 했다. 이것에 대해서는 후에 가네모토 본인이 요미우리으로부터 비공식적인 영입이 있었다는 것을 TV 프로그램에서 출연했을 때에 밝혔지만 “나의 역할은 요미우리에게 있는 것만으로 실력도 있는 주제에 뽐내고 있는 그들에게 코를 꺾어 줄 것이라고 생각했기 때문에 거부했다”라고 발언했다.

### 한신 타이거스 시절

#### 2003년
한신 구단 개혁의 일환으로 이적한 가네모토는 히로시마 시절 등번호 10번을 달고 뛰었으나 일본 프로 야구 초창기 한신의 명선수였던 후지무라 후미오의 번호로 영구 결번으로 지정되어 과거 한신을 빛냈던 후지타 다이라, 와다 유타카가 달았던 6번을 물려받았다. 이듬해인 2003년 개막전부터 3번 타자로 출장하여 조지 아리아스, 이마오카 마코토와 함께 중심 타선을 이루며 한신이 18년 만에 센트럴 리그 우승을 하는데 큰 공헌을 했다. 한편 일본 시리즈에서 4개의 홈런, 3경기 연속 홈런, 1경기 2개 홈런으로 세 개의 시리즈 타이 기록을 달성하였지만 팀은 일본 시리즈 우승에 실패하였다.

#### 2004년
호시노 감독의 후임으로 취임하였던 오카다 아키노부 감독이 가네모토를 개막전부터 4번 타자로 기용하면서 장타가 눈에 띄게 많이 늘어났다. 7월 29일에 주니치 전에 몸에 맞는 공으로 왼쪽 손목에 연골 부상을 입었음에도 불구하고 당시 팀 동료였던 구지 데루요시의 배트를 빌려 경기 출장을 계속하였고 8월 1일에는 더블헤더 풀이닝 출장 기록의 일본 신기록을 세웠다. 정규 시즌 타율과 홈런, 타점 등 당시까지 개인 최고 성적을 거두었으며, 선수 생활 이후 처음으로 타점왕 타이틀을 차지하였다.

#### 2005년
6월 10일, 홋카이도 닛폰햄 파이터스전에서 역대 네 번째인 ‘전구단 상대 홈런’ 기록을 달성하였다. 과거 이 기록을 달성한 세 명 모두 선수생활 동안 센트럴 리그와 퍼시픽 리그를 오가며 네 구단 이상에서 활약하며 거둔 기록이었으나, 가네모토는 그 해부터 도입되었던 교류전의 덕분으로 히로시마와 한신, 단 두 구단에서만 선수 생활을 했음에도 그 기록을 달성할 수 있었다. 6월 28일에는 요나고 시민 구장에서 벌어졌던 히로시마 전에서 홈런을 기록하여 현역 최다인 32개의 구장에서 홈런을 기록하였다. 한편, 8월 11일 주니치 전에 1000경기 연속 출장을 기록 하였고, 8월 25일 히로시마 전에서 통산 1000득점, 9월 9일의 히로시마 전에서 통산 1000타점을 달성했고, 10월 4일에 시즌 40홈런을 기록했다. 이는 가네모토의 생애 최고의 기록이자 1986년 랜디 바스, 1985년 가케후 마사유키 이후 고시엔 구장에서 럭키존을 철거한 이후 처음 나온 기록이었다. 결국 가네모토는 생애 최고의 성적을 기록하며 센트럴 리그 MVP에 선정되었고, 한신이 다시 센트럴 리그 우승을 제패하는 일원으로 맹활약을 했다.

#### 2006년
4월 9일, 요코하마전에서 칼 립켄 주니어가 기록한 904경기 연속 전이닝 출장 기록을 경신하며 세계 신기록을 기록하였고 뒤이어 8월 15일에 1000경기 연속 전이닝 출장 기록을 세웠다. 연속 이닝 출장 경신은 그 해 3월 31일에 기록한 8243이닝이었다.(연속 이닝 출장은 2010년 4월에 멈췄다) 시즌이 끝나고 오프 시즌에 연 평균 5억 5천 엔의 연봉 재계약을 함으로써 일본 프로 야구에서 용병을 제외한 선수 중 최고의 연봉을 받게 됐다.

#### 2007년
타율 2할 6푼 5리의 다소 저조한 타율을 거두었음에도 31홈런, 95타점을 기록하였다. 가네모토는 시즌 중 왼쪽 무릎 반월판 부상으로 수비와 주루 능력이 떨어졌는데, “기록을 위해서 출장하고 있다”라는 비난과 “출장을 이어가는 것은 팀에는 그다지 좋지않고, 젊은 선수들의 출장 기회를 위해 가네모토 자리에 대주자와 대수비를 넣어야 한다”라는 의견과 함께 가네모토의 연속 출장에 대한 한계론도 나왔다. 하지만 가네모토는 2007년 시즌을 무사히 마치고 선수 생활 이후 처음으로 수술을 받았다.

#### 2008년
4월 12일 요코하마전에서 일본 프로 야구 사상 37번째로 통산 2000안타를 달성했다. 가네모토는 4월 6일 통산 1,999안타를 기록하고 3경기 18타석에서 안타를 쳐내지 못했는데 이는 통산 2,000안타를 기록한 선수 중에서 역대 최장 기록이었다. 5월 13일 히로시마 전에는 통산 400홈런을 기록하여 한신 소속 선수로는 처음으로(기록 달성 시점의 소속 구단임) 통산 400홈런을 달성했다. 6월에는 자신 3번째가 되는 월간 MVP에 선정되어 최종적으로 2년 만에 3할대의 타율과 3년 만에 100타점에 도달했다. 시즌 종료 후에는 2년 연속으로 왼쪽 무릎 수술을 받았고 또는 에이벡스 엔터테인먼트와 업무 전속 계약을 맺었다.

#### 2009년
수술의 영향으로 시범 경기에는 거의 출전할 수 없었지만, 41세의 생일이기도 한 4월 3일의 야쿠르트와의 개막전에서 리그 최고령 기록이 되는 개막전 홈런을 때려냈다. 4월 8일의 히로시마전, 4월 10일의 요미우리전에서 3타석 연속 홈런을 기록해 사상 최초로 월간 2차례의 3타석 연속 홈런을 달성했다. 4월 8일에는 이나바 아쓰노리, 4월 10일에는 그렉 라로카도 같은 날에 3타석 연속 홈런을 날리는 드문 기록이 만들어졌다. 4월에는 개인 최다인 월간 30타점을 기록하면서 개인 통산 4번째로 월간 MVP에 선정되었다.

#### 2010년
전년도와 전전년과는 대조적으로 전지 훈련에서 순조롭게 보냈지만 3월 17일 야쿠르트와의 시범 경기를 앞두고 연습 도중 동료 선수와 충돌을 일으켜 오른쪽 어깨에 부상을 당했다. 그런데도 경기 출전은 계속하고 있었지만 4월 17일 요코하마전에서는 기대 이하의 타격 부진과 수비면에서도 만족스러운 플레이가 나오지 않아 타율이 1할 6푼 7리로 떨어지는 등 극심한 부진을 겪었고, 다음 날인 4월 18일에 경기 직전 마유미 아키노부 감독에게 “더 이상 출전해도 팀에게 폐를 끼친다”라고 말하는 등 선발 출전 멤버로 제외해줄 것을 스스로 요청해 결국 선발 명단에서 제외되었다. 이로써 연속 경기 풀 이닝 출장 기록은 1,492경기로 멈추게 되었고 5월 15일에는 1492경기 연속 무교체 출전 기록을 세운 공로를 인정받아 기네스 세계 레코드사에 의해서 세계 기록으로 인정받았다. 다만 가네모토의 기록을 위해서 경기 도중 선수를 기용하는 방법에 악영향을 주었을 가능성이 높다고 지적되었다.
선발 멤버로 복귀했던 시기도 있었지만 결국 컨디션이 올라가는 경우가 거의 없었고 수비면에서도 보살은 0개, 타율(규정 타석수 미도달), 홈런, 타점 모두 한신 이적 후 저조한 성적을 기록했다. 그 해의 규정 타석 미도달로 전 경기 출장은 일본 프로 야구 역사상 최초의 기록으로 남겨졌다.

#### 2011년
4월 15일의 주니치전에서는 8회초 2사 1루 상황에서 투수 자리에 대타로 출전했다. 그러나 타석에 있던 도중 1루 주자 후지카와 슌스케가 도루를 시도하다 실패하면서 이닝이 그대로 종료되었고 마유미 감독은 가네모토를 대신할 투수를 등판시키면서 연속 출전 기록이 1,766경기로 멈췄다(이 경우 규정상 경기 출전은 기록되었지만 연속 경기 출전 기록에는 반영되지 않았다). 기록 종료 후에도 시즌 통해 1군에서의 출전은 계속되었지만 성적은 2010년 시즌부터 침체되었다. 또, 그 해에 역대 8번째가 되는 10,000타석에 도달했다.

#### 2012년
6월 3일에는 역대 9번째로 1500타점을 기록했고, 28일에는 역대 7번째로 대학 출신의 선수로서는 최초로 통산 2500안타를 달성했는데 이 기록 달성은 1991년 가도타 히로미쓰 이래 21년 만에 기록되었다. 한때는 타격의 상태가 좋아지면서 4번 타자로 선발 출전하기도 했지만 오래 지속되지 않았고 작년과 변함없이 오른쪽 어깨 통증과 극심한 수비난에 빠지기도 했다.
9월 12일에 그 해를 마지막으로 은퇴 의사를 굳힌 것이 밝혀져 그날의 회견에서 2012년 시즌을 마지막으로 현역 은퇴가 발표되었다. 회견에서 그는 자신의 거취에 대해"10일 정도 전에 생각하게 되고, 진정한 결단은 2일 전 쯤에 결단했다. 여러 가지 이유는 없지만 자신에 대해 '한계인가?' 그런 생각과 시대의 흐름. 언제까지나 좋을 때의 퍼포먼스를 내지 못하는 자신이 있는 것도..."라고 말했다. 또 가족 이야기만 나오면 "아이는 통곡하고 있었지만 '언젠가는 그만두어'달라고 말했다. 아내에게는 제일 먼저 전했으나 '몸 관리를 해달라고…'" 하는 부분에서 눈물을 참기 위해 말문이 막혔고, 더욱이 팬의 이야기만 나오면"몰락하고는 때리기도 했었지만, 격려해 준 팬에게는..."이라고 말하고 끝내 눈물을 흘렸다. 또 자신에게 야구란?라는 질문에 대해서는 "나가시마 씨가 아니지만 인생 그 자체. 야구 인생을 10세부터 시작해 7,8할은 힘든 일, 2,3할의 기쁨 밖에 없는데, 2,3할을 조금 쫓고 7,8할로 괴로워했던 그런 야구 인생이었다"라고 깊이 있게 말했다 기자 회견에서 "기록"에 대해 물었을 때는 "연속 풀 이닝 출장"보다 "연속 무 병살타"가 인상 깊었다고 밝혔다.
9월 16일 요미우리 자이언츠전에서 미야구니 료스케로부터 통산 475번째의 홈런을 날려 다부치 고이치를 제치고 통산 홈런 단독 10위로 올랐다.
한신 시즌 최종전이 된 10월 9일 요코하마 DeNA 베이스타스전이 그의 은퇴 경기가 되었고, 6월 11일 이래 4번 좌익수로 선발 풀타임 출장했다. 6회의 세 번째 타석에서 DeNA선발 미우라 다이스케로부터 중전 안타를 때린 직후 센트럴 리그 최고령 기록을 갱신하는 도루를 했다. 현역 마지막 타석이 된 7회 말 2사 1.3루에서는 포수 플라이로 아웃됐다. 현역 마지막 경기는 4타수 1안타 1도루를 기록했고, 시합은 3대 0으로 승리, 아라나미 쇼의 플라이를 그가 잡음으로써 경기가 종료됐다. 타점은 기록하지 않고 나가시마 시게오의 통산 1522타점은 1타점에 미치지 못했다. 경기 후에는 은퇴식이 열렸고, 기요하라 가즈히로의 은퇴 경기에서 꽃다발을 보냈던 기요하라 가즈히로에게서 꽃다발을 받았다. 10월 18일에 임의 은퇴가 공시되었다.
10월 16일 농업 법인 출자금 목적에서 현금 약 1900만엔을 뜯어내는 사기 피해를 당한 것이 발각되어, 전 회사 사장이 체포되었다.

### 그 후
더블 컬처 파트너스(DCP)내 HSP하야시다 룸이 관리를 담당하고 RAS(Route American Sports, Inc.), 에이벡스 그룹과 에이전트 계약을 맺고 있다.
2012년 12월 12일 구와타 게이스케의 전국 투어 I LOVE YOU-now&forever-오사카 공연에서 구와타 게이스케의 곡으로 가네모토 본인의 이름이 가사에 등장하는 OSAKA LADY BLUES 연주시에 게스트로 출연, 구와타 게이스케와 가네모토 도모아키간의 대결이 실현했다.
2013년부터는 프리 야구 해설자(닛폰 TV, 요미우리 TV, 히로시마 TV 방송, 마이니치 방송 라디오 게스트 해설자), 데일리 스포츠의 특별 분석가, 스포츠 닛폰의 야구 평론가로 활동. 이 중, 라디오 해설에 대해서는 마이니치 방송에서만 연간 10개 정도 출연할 것으로 밝혀졌다.
덧붙여 2013년 1월 23일에는 현역 말기부터 아파했던 어깨와 지방 종양 수술을 잘 마친 것을 공식 블로그에서 공표, "이제 수술은 질색이다, 건강이 제일!"이라고 코멘트했다.

## 상세 정보

### 출신 학교
- 고료 고등학교
- 도호쿠 복지대학

### 선수 경력
- 히로시마 도요 카프(1992년 ~ 2002년)
- 한신 타이거스(2003년 ~ 2012년)

### 지도자 기타 경력
- 한신 타이거스 감독(2015년 ~ 2018년)

### 수상·타이틀 경력

#### 타이틀
- 타점왕 : 1회(2004년)

#### 수상
- MVP : 1회(2005년)
- 베스트 나인 : 7회(1995년, 2000년, 2001년, 2004년 ~ 2006년, 2008년)
- 일본 시리즈 감투상 : 1회(2003년)
- 우수 JCB·MEP상 : 5회(1996년, 2000년, 2004년, 2006년, 2007년)
- 센트럴·퍼시픽 교류전 우수 선수상(닛폰 생명상) : 2회(2005년, 2008년)
- 월간 MVP : 4회(1996년 9월, 2005년 5월, 2008년 6월, 2009년 4월)
- JA 전농 Go·Go상 : 1회(매직 글러브상 : 2003년 6월)
- 올스타전 MVP : 2회(1996년 제3차전, 2003년 제2차전)
- 연맹 특별상 : 1회(2010년)[5]
- 효고 현 스포츠 우수 선수 특별상(2006년 11월 15일)

### 주요 기록

#### 첫 기록
- 첫 출장·첫 타석·첫 삼진 : 1992년 6월 2일, 대 한신 타이거스 9차전(오카야마 현 야구장), 3회말에 이시누키 히로오미의 대타로서 출장, 나카고미 신으로부터 삼진
- 첫 안타 : 1993년 8월 8일, 대 야쿠르트 스왈로스 16차전(히로시마 시민 구장), 7회말에 니시야마 슈지의 대타로서 출장, 야마다 쓰토무로부터 우전 안타
- 첫 홈런·첫 타점 : 1993년 9월 4일, 대 요코하마 베이스타스 21차전(기타큐슈 시민 구장), 8회초에 마치다 고지로의 대타로서 출장, 미우라 다이스케로부터 우월 솔로 홈런
- 첫 선발 출장 : 1993년 9월 5일, 대 요코하마 베이스타스 22차전(시모노세키 구장), 7번·좌익수로서 선발 출장
- 첫 도루 : 1994년 6월 1일, 대 한신 타이거스 8차전(한신 고시엔 구장), 8회초에 2루 안착(투수 : 구보 야스오, 포수 : 기도 가쓰히코)

#### 기록 달성 경력
- 통산 100홈런 : 1997년 9월 9일, 대 한신 타이거스 23차전(히로시마 시민 구장), 9회말에 야부 게이이치로부터 우월 2점 홈런 ※역대 194번째.
- 통산 150홈런 : 1999년 8월 22일, 대 주니치 드래건스 22차전(나고야 돔), 6회초에 야마모토 마사로부터 우월 결승 솔로 홈런 ※역대 109번째.
- 통산 200홈런 : 2001년 7월 7일, 대 한신 타이거스 14차전(히로시마 시민 구장), 3회말에 다니나카 신지로부터 우월 2점 홈런 ※역대 73번째.
- 통산 1000경기 출장 : 2001년 8월 15일, 대 한신 타이거스 20차전(오사카 돔), 4번·좌익수로서 선발 출장 ※역대 372번째.
- 통산 1000안타 : 2001년 9월 2일, 대 요미우리 자이언츠 25차전(히로시마 시민 구장), 8회말에 오카지마 히데키로부터 중전 적시타 ※역대 207번째.
- 통산 250홈런 : 2003년 5월 31일, 대 요미우리 자이언츠 11차전(도쿄 돔), 9회초에 기무라 류지로부터 3점 홈런 ※역대 45번째.
- 통산 1000삼진 : 2004년 9월 4일, 대 요미우리 자이언츠 25차전(한신 고시엔 구장), 4회말에 구보 유야로부터 ※역대 37번째.
- 통산 1500안타 : 2005년 4월 2일, 대 야쿠르트 스왈로스 2차전(오사카 돔), 3회말에 사카모토 야타로로부터 적시 3루타 ※역대 87번째.
- 통산 300홈런 : 2005년 4월 9일, 대 요코하마 베이스타스 2차전(한신 고시엔 구장), 4회말에 사이토 다카시로부터 2점 홈런 ※역대 30번째.
- 통산 1500경기 출장 : 2005년 5월 14일, 대 도호쿠 라쿠텐 골든이글스 2차전(한신 고시엔 구장), 4번·좌익수로서 선발 출장 ※역대 143번째.
- 통산 1000득점 : 2005년 8월 25일, 대 히로시마 도요 카프 16차전(히로시마 시민 구장), 6회초에 이마오카 마코토의 만루 홈런에 의해 기록 ※역대 32번째.
- 통산 1000타점 : 2005년 9월 9일, 대 히로시마 도요 카프 17차전(한신 고시엔 구장), 6회말에 구로다 히로키로부터 우월 솔로 홈런 ※역대 26번째.
- 통산 3000루타 : 2005년 9월 13일, 대 요미우리 자이언츠 19차전(나가사키 빅 N스타디움), 2회초에 다카하시 히사노리로부터 우월 만루 홈런 ※역대 39번째.
- 통산 300개의 2루타 : 2006년 7월 5일, 대 요코하마 베이스타스 11차전(한신 고시엔 구장), 3회말에 가도쿠라 겐으로부터 ※역대 45번째.
- 통산 350홈런 : 2006년 7월 12일, 대 히로시마 도요 카프 9차전(한신 고시엔 구장), 8회말에 요코야마 류지로부터 좌월 솔로 홈런 ※역대 20번째.
- 통산 1000볼넷 : 2006년 8월 29일, 대 주니치 드래건스 14차전(한신 고시엔 구장), 6회말에 히사모토 유이치로부터 ※역대 12번째.
- 통산 3500루타 : 2007년 8월 10일, 대 요코하마 베이스타스 14차전(요코하마 스타디움), 8회초에 요코야마 유키야로부터 우전 안타 ※역대 21번째.
- 통산 2000안타 : 2008년 4월 12일, 대 요코하마 베이스타스 5차전(요코하마 스타디움), 7회초에 데라하라 하야토로부터 우전 안타 ※역대 37번째.
- 통산 400홈런 : 2008년 5월 13일, 대 히로시마 도요 카프 6차전(도야마 알펜 스타디움), 9회초에 요코야마 류지로부터 우월 2점 홈런 ※역대 15번째.
- 통산 350개의 2루타 : 2008년 7월 4일, 대 요코하마 베이스타스 9차전(요코하마 스타디움), 9회초에 맷 화이트로부터 ※역대 26번째.
- 통산 2000경기 출장 : 2008년 8월 16일, 대 요코하마 베이스타스 15차전(교세라 돔 오사카), 4번·좌익수로서 선발 출장 ※역대 39번째.
- 통산 4000루타 : 2009년 8월 6일, 대 주니치 드래건스 14차전(나고야 돔), 1회초에 가와이 유다이로부터 우익선상 적시 2루타 ※역대 13번째.
- 통산 1500삼진 : 2009년 9월 21일, 대 요코하마 베이스타스 22차전(요코하마 스타디움), 3회초에 미우라 다이스케로부터 ※역대 8번째.
- 통산 400개의 2루타 : 2009년 9월 29일, 대 도쿄 야쿠르트 스왈로스 20차전(메이지 진구 야구장), 3회초에 요시노리로부터 우중간 적시 2루타 ※역대 10번째.
- 통산 450홈런 : 2010년 6월 27일, 대 도쿄 야쿠르트 스왈로스 8차전(메이지 진구 야구장), 8회초에 마쓰오카 겐이치로부터 우월 2점 홈런 ※역대 13번째.
- 통산 2500경기 출장 : 2012년 6월 2일, 대 홋카이도 닛폰햄 파이터스 3차전(삿포로 돔), 4번·지명 타자로서 선발 출장 ※역대 9번째.
- 통산 1500타점 : 2012년 6월 3일, 대 홋카이도 닛폰햄 파이터스 4차전(삿포로 돔), 5회초에 다케다 마사루로부터 우익선상 적시 2점 2루타 ※역대 9번째.
- 통산 2500안타 : 2012년 6월 28일, 대 주니치 드래건스 9차전(나고야 돔), 7회초에 이와타 신지로부터 우익선상 2루타 ※역대 7번째.

#### 일본 시리즈·올스타전
- 일본 시리즈 4홈런(2003년) ※시리즈 타이 기록.
- 일본 시리즈 3경기 연속 홈런(2003년) ※시리즈 타이 기록.
- 올스타전 출장 : 11회(1995년 ~ 1997년, 2000년, 2001년, 2003년 ~ 2006년, 2008년, 2009년)

#### 기타
- 사이클링 안타 : 1999년 4월 24일, 대 주니치 드래건스 5차전(히로시마 시민 구장) ※역대 49번째.
- 트리플 쓰리 : 1회(2000년)
- 연속 경기 풀이닝 출장 : 1492경기(1999년 7월 21일 ~ 2010년 4월 17일) ※세계 기록.
- 연속 이닝 출장 : 13,686이닝(1999년 7월 21일 ~ 2010년 4월 17일) ※세계 기록.
- 연속 경기 출장 : 1766경기(1998년 7월 10일 ~ 2011년 4월 14일)[6]
- 연속 4번 선발 출장 : 880경기(2004년 4월 2일 ~ 2010년 4월 17일）※일본 기록.
- 연속 무병살타 : 1002타석(2000년 5월 12일 ~ 2001년 9월 28일) ※일본 기록.
- 1경기 5볼넷(2001년 10월 11일)
- 1이닝 5타점(2003년 5월 31일)
- 월간 2차례의 3타석 연속 홈런 : 2009년 4월 8일, 4월 10일 ※프로 야구 사상 최초.
- 전 경기 출전에서의 규정 타석 미도달(2010년) ※프로 야구 사상 최초.
- 홈런을 맞은 투수 : 226명 ※역대 2위
- 투수와의 연령차 홈런 : 24세 0개월차(2012년 9월 16일, 투수 : 미야구니 료스케) ※역대 2위
- 40대로서의 대타 홈런 : 5개 ※일본 기록.
- 센트럴 리그 최고령 도루

44세 6개월 : 2012년 10월 9일, 대 요코하마 DeNA 베이스타스 24차전(한신 고시엔 구장), 6회말에 2루 안착(투수 : 미우라 다이스케, 포수: 다카조 슈토)
- 센트럴 리그 최고령 안타

44세 6개월 : 2012년 10월 9일, 대 요코하마 DeNA 베이스타스 24차전(한신 고시엔 구장), 6회말에 미우라 다이스케로부터 중전 안타
- 센트럴 리그 최고령 2루타

44세 4개월 : 2012년 8월 22일, 대 주니치 드래건스 16차전(교세라 돔 오사카), 2회말에 요시미 가즈키로부터 2루타
- 센트럴 리그 최고령 3루타

44세 3개월 : 2012년 7월 31일, 대 도쿄 야쿠르트 스왈로스 11차전(한신 고시엔 구장), 5회말에 이시카와 마사노리로부터 우익선상 적시 3루타
- 센트럴 리그 최고령 홈런

44세 5개월 : 2012년 9월 26일, 대 도쿄 야쿠르트 스왈로스 21차전(메이지 진구 야구장), 9회초에 마스부치 다쓰요시로부터 우월 솔로 홈런
- 센트럴 리그 최고령 대타 홈런 : 상동.
- 센트럴 리그 최고령 맹타상

44세 0개월 : 2012년 4월 28일, 대 요미우리 자이언츠 4차전(도쿄 돔), 8회초에 야마구치 데쓰야로부터 투수강습 안타로 달성
- 10,000타석 도달(2011년) ※역대 8번째(대졸 선수로서는 사상 최초)
- 전 구단을 상대로 한 홈런 기록 : 2005년 6월 10일, 대 홋카이도 닛폰햄 파이터스 4차전(한신 고시엔 구장), 1회말에 이리키 유사쿠로부터 우중간에 역전 2점 홈런 ※역대 4번째.

|    | 일시            | 상대팀·게임      | 구장                     | 이닝  | 상대 투수         | 통산 홈런수 |
| -- | --------------- | ---------------- | ------------------------ | ----- | ----------------- | ----------- |
| 1  | 1993년 9월 4일  | 요코하마 21차전  | 기타큐슈 시민 구장       | 8회초 | 미우라 다이스케   | 1           |
| 2  | 10월 5일        | 주니치 22차전    | 나고야 구장              | 7회초 | 쓰루타 야스시     | 3           |
| 3  | 10월 20일       | 한신 25차전      | 히로시마 시민 구장       | 5회말 | 궈리지엔푸        | 4           |
| 4  | 1994년 5월 27일 | 요미우리 8차전   | 히로시마 시민 구장       | 7회말 | 사이토 마사키     | 6           |
| 5  | 7월 27일        | 야쿠르트 16차전  | 메이지 진구 야구장       | 5회초 | 니시무라 다쓰지   | 8           |
| 6  | 2003년 5월 22일 | 히로시마 9차전   | 한신 고시엔 구장         | 8회말 | 크리스 브록       | 248         |
| 7  | 2005년 5월 12일 | 지바 롯데 3차전  | 지바 마린 스타디움       | 1회초 | 구보 야스토모     | 302         |
| 8  | 5월 19일        | 세이부 3차전     | 한신 고시엔 구장         | 5회말 | 쉬밍지에          | 303         |
| 9  | 5월 21일        | 소프트뱅크 2차전 | 후쿠오카 Yahoo! JAPAN 돔 | 1회초 | 와다 쓰요시       | 304         |
| 10 | 5월 25일        | 오릭스 2차전     | 한신 고시엔 구장         | 3회말 | 가와고에 히데타카 | 307         |
| 11 | 5월 29일        | 라쿠텐 5차전     | 풀캐스트 스타디움 미야기 | 8회초 | 고야마 신이치로   | 308         |
| 12 | 6월 10일        | 닛폰햄 4차전     | 한신 고시엔 구장         | 1회말 | 이리키 유사쿠     | 309         |

### 등번호
- 10(1992년 ~ 2002년)
- 6(2003년 ~ 2012년, 2016년 ~ 2018년)

### 연도별 타격 성적
| 연 도       | 소 속       | 경 기 | 타 석 | 타 수 | 득 점 | 안 타 | 2 루 타 | 3 루 타 | 홈 런 | 루 타 | 타 점 | 도 루 | 도 루 자 | 희 생 번 | 희 생 플 | 볼 넷 | 고 4 | 사 구 | 삼 진 | 병 살 타 | 타 율 | 출 루 율 | 장 타 율 | O P S |
| ----------- | ----------- | ----- | ----- | ----- | ----- | ----- | ------- | ------- | ----- | ----- | ----- | ----- | -------- | -------- | -------- | ----- | ---- | ----- | ----- | -------- | ----- | -------- | -------- | ----- |
| 1992년      | 히로시마    | 5     | 5     | 3     | 1     | 0     | 0       | 0       | 0     | 0     | 0     | 0     | 0        | 1        | 0        | 1     | 0    | 0     | 2     | 0        | .000  | .250     | .000     | .250  |
| 1993년      | 히로시마    | 42    | 95    | 89    | 9     | 17    | 3       | 0       | 4     | 32    | 9     | 0     | 1        | 0        | 0        | 5     | 0    | 1     | 16    | 4        | .191  | .242     | .360     | .602  |
| 1994년      | 히로시마    | 90    | 293   | 257   | 41    | 69    | 14      | 2       | 17    | 138   | 43    | 2     | 0        | 3        | 2        | 31    | 2    | 0     | 64    | 3        | .268  | .345     | .537     | .882  |
| 1995년      | 히로시마    | 104   | 438   | 369   | 72    | 101   | 15      | 1       | 24    | 190   | 67    | 14    | 10       | 0        | 3        | 61    | 2    | 5     | 78    | 5        | .274  | .381     | .512     | .893  |
| 1996년      | 히로시마    | 126   | 511   | 423   | 84    | 127   | 18      | 2       | 27    | 230   | 72    | 18    | 7        | 0        | 7        | 77    | 2    | 4     | 104   | 2        | .300  | .407     | .544     | .951  |
| 1997년      | 히로시마    | 133   | 552   | 465   | 77    | 140   | 17      | 2       | 33    | 260   | 82    | 13    | 9        | 0        | 4        | 80    | 5    | 3     | 104   | 8        | .301  | .404     | .559     | .963  |
| 1998년      | 히로시마    | 133   | 573   | 499   | 77    | 126   | 33      | 3       | 21    | 228   | 74    | 9     | 6        | 0        | 1        | 68    | 0    | 5     | 94    | 2        | .253  | .347     | .457     | .804  |
| 1999년      | 히로시마    | 135   | 576   | 502   | 84    | 147   | 21      | 2       | 34    | 274   | 94    | 10    | 3        | 0        | 1        | 70    | 1    | 3     | 92    | 3        | .293  | .382     | .546     | .928  |
| 2000년      | 히로시마    | 136   | 588   | 496   | 96    | 156   | 20      | 2       | 30    | 270   | 90    | 30    | 10       | 0        | 4        | 80    | 7    | 8     | 101   | 2        | .315  | .415     | .544     | .959  |
| 2001년      | 히로시마    | 140   | 615   | 472   | 101   | 148   | 28      | 1       | 25    | 253   | 93    | 19    | 9        | 0        | 6        | 128   | 16   | 9     | 69    | 1        | .314  | .463     | .536     | .999  |
| 2002년      | 히로시마    | 140   | 604   | 540   | 80    | 148   | 30      | 2       | 29    | 269   | 84    | 8     | 5        | 0        | 2        | 60    | 4    | 2     | 99    | 5        | .274  | .348     | .498     | .846  |
| 2003년      | 한신        | 140   | 632   | 532   | 94    | 154   | 24      | 2       | 19    | 239   | 77    | 18    | 4        | 0        | 2        | 93    | 5    | 5     | 89    | 6        | .289  | .399     | .449     | .848  |
| 2004년      | 한신        | 138   | 613   | 521   | 92    | 165   | 32      | 4       | 34    | 307   | 113   | 5     | 0        | 0        | 8        | 79    | 2    | 5     | 100   | 10       | .317  | .406     | .589     | .995  |
| 2005년      | 한신        | 146   | 662   | 559   | 120   | 183   | 35      | 3       | 40    | 344   | 125   | 3     | 1        | 0        | 2        | 98    | 4    | 3     | 86    | 6        | .327  | .429     | .615     | 1.044 |
| 2006년      | 한신        | 146   | 634   | 545   | 85    | 165   | 24      | 4       | 26    | 275   | 98    | 2     | 2        | 0        | 5        | 79    | 18   | 5     | 98    | 5        | .303  | .393     | .505     | .898  |
| 2007년      | 한신        | 144   | 624   | 533   | 74    | 141   | 17      | 3       | 31    | 257   | 95    | 1     | 0        | 0        | 7        | 81    | 11   | 3     | 113   | 9        | .265  | .361     | .482     | .843  |
| 2008년      | 한신        | 144   | 623   | 535   | 87    | 164   | 33      | 2       | 27    | 282   | 108   | 2     | 1        | 0        | 8        | 77    | 9    | 3     | 99    | 8        | .307  | .392     | .527     | .919  |
| 2009년      | 한신        | 144   | 619   | 518   | 66    | 135   | 37      | 0       | 21    | 235   | 91    | 8     | 1        | 0        | 8        | 88    | 6    | 5     | 98    | 7        | .261  | .368     | .454     | .822  |
| 2010년      | 한신        | 144   | 396   | 353   | 39    | 85    | 12      | 0       | 16    | 145   | 45    | 1     | 1        | 0        | 1        | 39    | 0    | 3     | 90    | 3        | .241  | .321     | .411     | .732  |
| 2011년      | 한신        | 122   | 372   | 348   | 27    | 76    | 11      | 1       | 12    | 125   | 31    | 1     | 1        | 0        | 0        | 24    | 4    | 0     | 53    | 5        | .218  | .269     | .359     | .628  |
| 2012년      | 한신        | 126   | 406   | 356   | 24    | 92    | 16      | 1       | 6     | 128   | 30    | 3     | 3        | 0        | 1        | 49    | 0    | 0     | 54    | 2        | .258  | .347     | .360     | .707  |
| 통산 : 21년 | 통산 : 21년 | 2578  | 10431 | 8915  | 1430  | 2539  | 440     | 37      | 476   | 4481  | 1521  | 167   | 74       | 4        | 72       | 1368  | 98   | 72    | 1703  | 96       | .285  | .382     | .503     | .885  |

- 굵은 글씨는 시즌 최고 성적.

### 연도별 수비 성적
| 연도 | 외야 | 외야 | 외야 | 외야 | 외야 | 외야   |
| 연도 | 경기 | 척살 | 보살 | 실책 | 병살 | 수비율 |
| ---- | ---- | ---- | ---- | ---- | ---- | ------ |
| 1992 | 1    | 0    | 0    | 0    | 0    | .000   |
| 1993 | 26   | 38   | 0    | 0    | 0    | 1.000  |
| 1994 | 82   | 155  | 3    | 0    | 0    | 1.000  |
| 1995 | 102  | 178  | 5    | 1    | 0    | .995   |
| 1996 | 121  | 227  | 6    | 3    | 3    | .987   |
| 1997 | 128  | 225  | 9    | 4    | 1    | .983   |
| 1998 | 131  | 209  | 11   | 5    | 1    | .978   |
| 1999 | 135  | 197  | 10   | 6    | 1    | .972   |
| 2000 | 136  | 226  | 4    | 6    | 0    | .975   |
| 2001 | 140  | 200  | 5    | 3    | 0    | .986   |
| 2002 | 140  | 205  | 8    | 2    | 2    | .991   |
| 2003 | 140  | 222  | 9    | 6    | 0    | .975   |
| 2004 | 138  | 186  | 12   | 10   | 3    | .952   |
| 2005 | 146  | 197  | 8    | 2    | 3    | .990   |
| 2006 | 146  | 204  | 6    | 3    | 1    | .986   |
| 2007 | 144  | 186  | 9    | 1    | 1    | .995   |
| 2008 | 144  | 193  | 4    | 2    | 0    | .990   |
| 2009 | 144  | 184  | 2    | 7    | 1    | .964   |
| 2010 | 73   | 90   | 0    | 4    | 0    | .957   |
| 2011 | 101  | 81   | 0    | 2    | 0    | .976   |
| 2012 | 92   | 100  | 3    | 1    | 0    | .990   |
| 통산 | 2510 | 3503 | 114  | 68   | 17   | .982   |

### 감독으로서의 팀 성적

#### 정규 시즌
| 연도       | 소속       | 순위       | 경기 | 승리 | 패전 | 무승부 | 승률 | 승차                         | 팀 홈런                      | 팀 타율                      | 팀 평균자책점                | 연령                         |
| ---------- | ---------- | ---------- | ---- | ---- | ---- | ------ | ---- | ---------------------------- | ---------------------------- | ---------------------------- | ---------------------------- | ---------------------------- |
| 2016년     | 한신       | 4위        | 143  | 64   | 76   | 3      | .457 | 24.5                         | 90                           | .245                         | 3.38                         | 48세                         |
| 2017년     | 한신       | 2위        | 143  | 78   | 61   | 4      | .561 | 10.0                         | 113                          | .249                         | 3.29                         | 49세                         |
| 통산 : 2년 | 통산 : 2년 | 통산 : 2년 | 286  | 142  | 137  | 7      | .509 | A클래스 : 1회, B클래스 : 1회 | A클래스 : 1회, B클래스 : 1회 | A클래스 : 1회, B클래스 : 1회 | A클래스 : 1회, B클래스 : 1회 | A클래스 : 1회, B클래스 : 1회 |

#### 포스트 시즌
| 연도   | 소속 | 경기명                                        | 상대팀                                    | 성적           |
| ------ | ---- | --------------------------------------------- | ----------------------------------------- | -------------- |
| 2017년 | 한신 | 센트럴 리그 클라이맥스 시리즈 퍼스트 스테이지 | 요코하마 DeNA 베이스타스(센트럴 리그 3위) | 1승 2패 = 패전 |

## 같이 보기
- 아라이 다카히로
- 가네다 마사이치
- 긴조 다쓰히코